# Kalle Kriit
Kalle Kriit (* 13. November 1983 in Elva) ist ein ehemaliger estnischer Radrennfahrer.

## Sportliche Laufbahn
Kalle Kriit wurde 2002 estnischer Meister im Straßenrennen der U23-Klasse. 2005 konnte er diesen Titel zum zweiten Mal gewinnen, und er wurde Zweiter  der nationalen Zeitfahrmeisterschaft. In der Saison 2007 gewann er drei Etappen bei dem Etappenrennen Kreiz Breizh Elite in Frankreich und entschied auch die Gesamtwertung für sich. 2010 wurde er estnischer Meister im Straßenrennen. Im Jahr darauf startete er beim Giro d’Italia und belegte Platz 66 in der Gesamtwertung. 2012 beendete er seine Radsportlaufbahn und eröffnete das Fahrradgeschäft Rattabaas in Rakvere.

## Erfolge
2002
- Estnischer Meister – Straßenrennen (U23)

2005
- Estnischer Meister – Straßenrennen (U23)

2010
- Estnischer Meister – Straßenrennen

## Teams
- 2008 Mitsubishi-Jartazi
- 2010 Cofidis, le Crédit en Ligne
- 2011 Cofidis, le Crédit en Ligne
- 2012 Cofidis, le Crédit en Ligne (bis 31. Juli)